# خسوف القمر نوفمبر 2022
خسوف القمر يوم 8 نوفمبر 2022. سيمر القمر عبر مركز ظل الأرض. حدث فقط 5.8 أيام قبل الأوج (نقطة الأوج في 14 نوفمبر 2022)، سيكون القطر الظاهري للقمر أصغر.

## الرؤية
سيكون مرئيًا تمامًا فوق المحيط الهادئ، وسيظهر معظم أمريكا الشمالية وهو يرتفع فوق أستراليا وآسيا، ويغطي أمريكا الجنوبية وشرق أمريكا الشمالية.

## الخسوفات ذات الصلة

### كسوف 2022
- كسوف جزئي للشمس في 30 أبريل.
- خسوف كلي للقمر في 16 مايو.
- كسوف جزئي للشمس في 25 أكتوبر.
- خسوف كلي للقمر في 8 نوفمبر.

### سلسلة ساروس
هذا الكسوف هو جزء من دورة ساروس 136، والأول من السلسلة التي تمر عبر مركز ظل الأرض. كان آخر حدث في 28 أكتوبر 2004. سيحدث الحدث التالي في 18 نوفمبر 2040.

### دورة نصف ساروس
سوف يسبق خسوف القمر خسوف الشمس ويتبعه 9 سنوات و 5.5 أيام ( نصف ساروس ). يرتبط خسوف القمر هذا بخسوفين هجينين من الشمس ساروس 143.

### سلسلة ميتونيك
هذا الخسوف هو الثالث من بين أربع خسوفات للقمر في دورة ميتونية في نفس التاريخ، 8-9 نوفمبر.

## روابط خارجية
- دورة ساروس 136